# Saint-Vincent-Bragny
Saint-Vincent-Bragny ist eine französische Gemeinde mit 997 Einwohnern (Stand 1. Januar 2022) im Département Saône-et-Loire in der Region Bourgogne-Franche-Comté (vor 2016 Bourgogne). Sie gehört zum Arrondissement Charolles und zum Kanton Charolles (bis 2015 Palinges).

## Geographie
Saint-Vincent-Bragny liegt etwa 55 Kilometer südöstlich von Chalon-sur-Saône.
Nachbargemeinden von Saint-Vincent-Bragny sind Clessy im Norden und Nordwesten, Chassy im Norden, Oudry im Norden und Nordosten, Palinges im Osten und Nordosten, Saint-Aubin-en-Charollais im Osten, Saint-Léger-lès-Paray im Süden und Südosten, Vigny-lès-Paray im Südwesten sowie Rigny-sur-Arroux im Westen.

## Geschichte
1972 wurden die bis dahin eigenständigen Kommunen Saint-Vincent-lès-Bragny und Bragny-en-Charollais zusammengelegt.

### Bevölkerungsentwicklung
| Jahr                      | 1962 | 1968 | 1975 | 1982 | 1990 | 1999 | 2006 | 2013 |
| Einwohner                 | 506  | 471  | 797  | 796  | 858  | 853  | 919  | 1024 |
| Quelle: Cassini und INSEE |      |      |      |      |      |      |      |      |

## Sehenswürdigkeiten
- Kirche Saint-Vincent in Saint-Vincent
- Kirche Saint-Martin in Bragny
- Priorat von Bragny, seit 1989 Monument historique
- Schloss La Chassagne aus dem 19. Jahrhundert, seit 1926 Monument historique

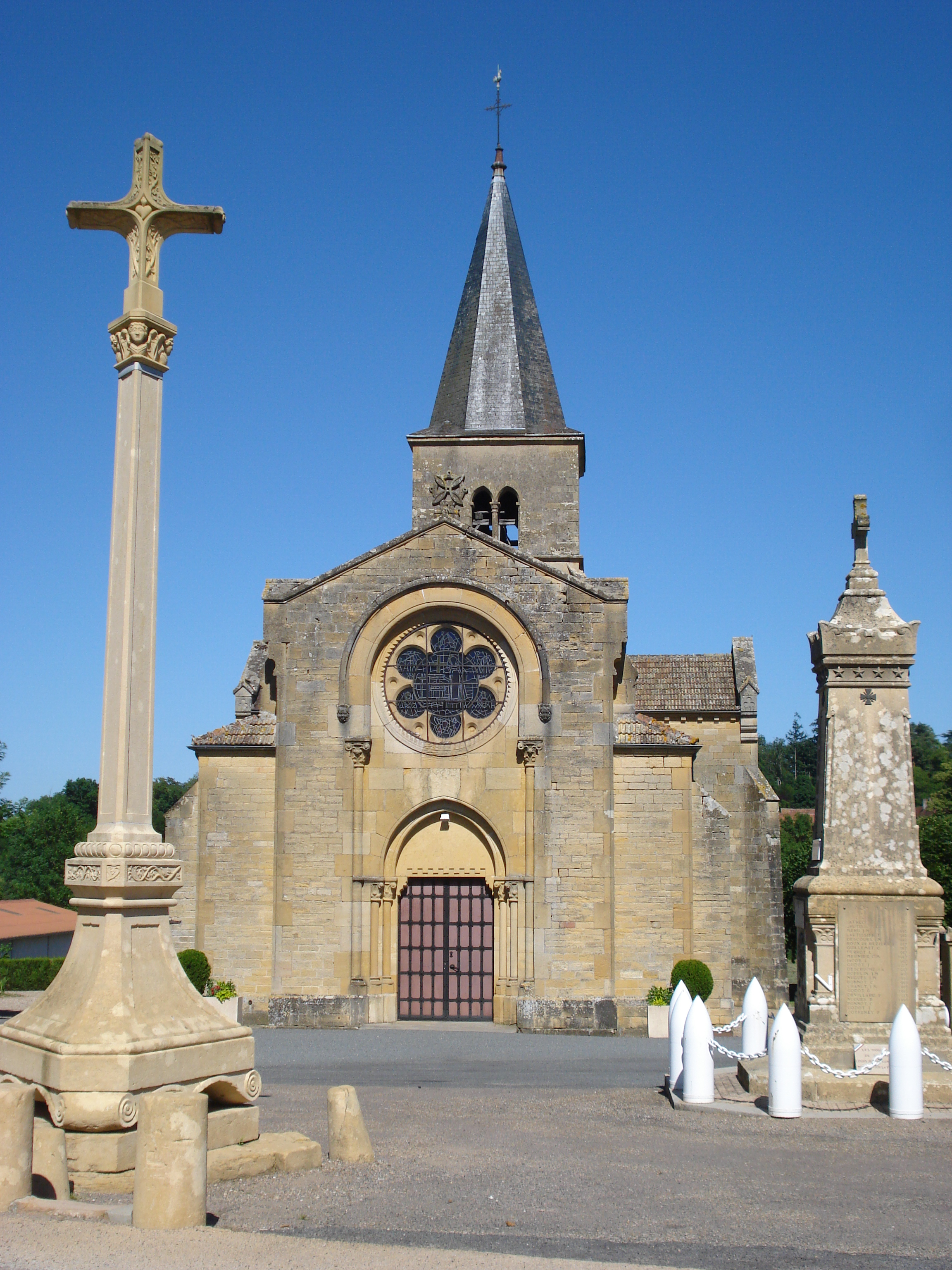
Kirche Saint-Vincent
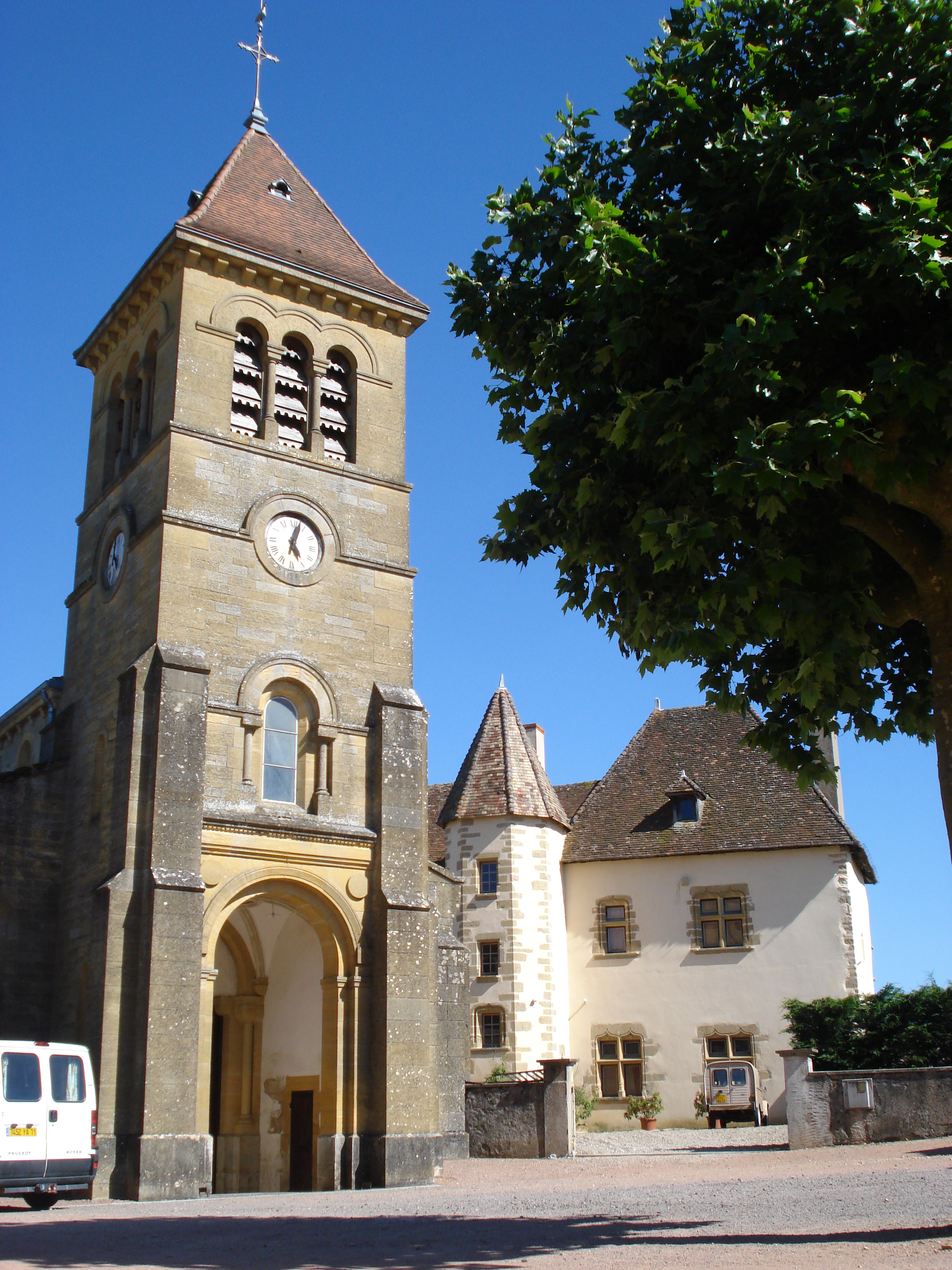
Kirche Saint-Martin